# Bianca Urbanke-Rösicke
Bianca Urbanke-Rösicke (* 17. September 1967 in Ludwigsfelde) ist eine ehemalige deutsche Handballspielerin. Sie wurde 1993 mit der deutschen Nationalmannschaft Weltmeisterin.

## Vereinskarriere
Frühe Erfolge mit dem ASK Vorwärts
Durch ihre Mutter, die selbst Handball spielte, begann Bianca Urbanke mit sechs Jahren bei der BSG Lok Rangsdorf mit dem Handball. Im Jahr 1980 wurde sie an die Kinder- und Jugendsportschule Fritz Lesch nach Frankfurt (Oder) delegiert, da dort schwerpunktmäßig im Handball ausgebildet wurde. Partner der KJS war die Handballsektion des ASK Vorwärts Frankfurt, die in den 1980er Jahren eine der stärksten Frauenhandballmannschaften der DDR stellte. Zur Oberligasaison 1985/86 rückte Urbanke vom Nachwuchs in die Frauenmannschaft auf, mit der sie an der Seite von Spielerinnen wie Silke Fittinger oder Katrin Krüger bis zur Oberligasaison 1989/90 drei DDR-Meistertitel gewann.
Zwischen Leverkusen und Valencia
Im Zuge der politischen Veränderungen in der DDR orientierte sich die damalige DDR-Nationalspielerin sportlich neu und unterschrieb nach Saisonende einen Vertrag bei Bayer 04 Leverkusen. Mit den Rheinländerinnen gewann sie in der Saison 1990/91 den DHB-Pokal und stand im Finale des IHF-Pokals, das man gegen Lok Zagreb verlor. Nach zwei weiteren Spieljahren für Bayer Leverkusen unterschrieb Urbanke aufgrund einer deutlichen Etatkürzung des Bayer-Konzerns für die Saison 1993/94 einen Vertrag beim Vorjahresmeister TV Lützellinden. Mit der Mannschaft aus dem Gießener Stadtteil gelang die Vizemeisterschaft; darüber hinaus kam der TV Lützellinden bis in die Gruppenphase der EHF Champions League, in der man nur durch die schlechtere Tordifferenz gegenüber Vasas Budapest am Einzug ins Champions-League-Finale scheiterte. Nachdem sich Urbanke mit dem Lützellindener Trainer Jürgen Gerlach überworfen hatte und sie schwanger geworden war, kehrte sie zur Saison 1994/95 wieder an ihre alte Wirkungsstätte nach Frankfurt (Oder) zurück. Mittlerweile hatte sich dort der Frankfurter Handballclub gegründet, der nicht zuletzt durch Urbanke in den folgenden Jahren zu den führenden Vereinen im deutschen Frauenhandball zählen sollte. Ab 1999 lief die rechte Rückraumspielerin für zwei Jahre beim spanischen Verein El Ferrobús Mislata auf. Mit den Spanierinnen, zu denen sie gemeinsam mit ihrem Mann Dietmar Rösicke gewechselt war, gewann sie in ihrer ersten Saison den EHF-Cup und belegte den dritten Platz in der EHF Women’s Champions Trophy. Hinzu kam die spanische Vizemeisterschaft und der Einzug ins spanische Pokalfinale. Auch in der Folgesaison wurde Urbanke-Rösicke mit ihrer Mannschaft Vizemeister und gewann nun den spanischen Pokal. Allerdings machte die mediterrane Mentalität dem Ehepaar zu schaffen, so dass sie ihren VertraLaufzeit im Jahr 2001 nicht verlängerten.
Rückkehr in die Heimat
Nachdem zunächst über einen Wechsel nach Dänemark spekuliert worden war, entschloss sich das Ehepaar im Februar 2001, an die alte Wirkungsstätte nach Frankfurt (Oder) zurückzukehren würde, um den „ehemaligen Europapokalsieger nicht im Niemandsland verschwinden zu lassen“. Der Frankfurter HC spielte zu diesem Zeitpunkt in der 2. Bundesliga, nachdem man in der Saison 1999/2000 aus der Bundesliga abgestiegen war. Mit ihrer Rückkehr verband das Ehepaar allerdings auch Erwartungen. So sollten weitere Verstärkungen verpflichtet werden, und das Land Brandenburg sollte drückende Altschulden des Vereins durch eine Bürgschaft decken. Diese Erwartungen wurden erfüllt. Mit Rösicke als Trainer und Urbanke als Spielführerin gelang in der Saison 2001/02 der Wiederaufstieg in die Bundesliga. Dort belegte man in der Saison 2002/03 den vierten Platz und gewann den DHB-Pokal. Urbanke wurde mit 35 Jahren Torschützenkönigin der Bundesliga und zur Spielerin der Saison 2002/03 gewählt. In der Folgesaison 2003/04 gewann der FHC den deutschen Meistertitel, und Urbanke wurde erneut Handballerin des Jahres.
Nach dem Gewinn der Meisterschaft 2004 beendete Urbanke ihre Karriere. Allerdings gab sie ein knappes Jahr später im März 2005 ihr Comeback beim Zweitligisten Thüringer HC, den sie bis zum Saisonende und dem Aufstieg in die Bundesliga unterstützte.

## Nationalmannschaft
Bianca Urbanke-Rösicke wurde 1987 in Handballnationalmannschaft der DDR berufen, nahm aber für die DHV-Auswahl an keinem großen Turnier mehr teil. Die Weltmeisterschaft 1990 in Südkorea verpasste sie, da sie mit dem Wechsel zu Bayer 04 Leverkusen die Bundesdeutsche Staatsbürgerschaft angenommen hatte und somit für den DHV nicht mehr spielberechtigt war. Für die bundesdeutsche Nationalmannschaft bestritt sie 207 Länderspiele, in denen sie 775 Treffer erzielte.
Bei ihrem ersten großen Turnier belegte Urbanke 1992 bei den Olympischen Spielen in Barcelona mit dem DHB-Team den vierten Platz. Im Folgejahr wurde sie mit der Nationalmannschaft unter Trainer Lothar Doering bei der Handball-Weltmeisterschaft 1993 Weltmeisterin und beste Werferin des DHB. Im Jahre 1994 folgte der Vize-Europameistertitel beim Turnier in Deutschland.
Nach ihrer Babypause war Urbanke für das DHB-Team nicht mehr so treffsicher, trat aber weiterhin als Zuspielerin mit großem Spielverständnis in Erscheinung. Dennoch blieben große Erfolge nun aus. Nach einem fünften Platz bei der Handball-Weltmeisterschaft 1995 in Österreich und Ungarn wurde Urbanke bei den Olympischen Spielen 1996 in Atlanta von Auswahltrainer Ekke Hoffmann im Auftaktspiel gar nicht und in den weiteren Spielen nur sporadisch eingesetzt. Letztlich belegte das DHB-Team den sechsten Platz. Nach dem Turnier erklärte Urbanke: „Ich will nie mehr unter diesem Trainer spielen. Ich betone aber ausdrücklich, dies ist kein Rücktritt. Unter einem anderen Coach würde ich weitermachen.“ So verpasste sie die Weltmeisterschaft 1997 in Deutschland, bei der die DHB-Auswahl Dritte wurde und die Europameisterschaft 1998 in den Niederlanden, bei der die DHB-Auswahl den sechsten Platz belegte. Erst unter Lothar Doering konnte 1999 Urbanke dazu bewegen, wieder für die DHB-Auswahl zu spielen. Bei der Weltmeisterschaft 1999 erreichte das Team mit ihr den siebten Rang, womit man auch die Qualifikation für das olympische Handballturnier 2000 verpasste.

## Privates
Bianca Urbanke-Rösicke ist mit dem Handballtrainer Dietmar Rösicke verheiratet. Gemeinsam haben sie zwei Kinder.

## Erfolge
- DDR-Meister 1986, 1987, 1990 (ASK Vorwärts Frankfurt)
- Deutscher Meister 2004 (Frankfurter HC)
- DHB-Pokalsieger 1991 (Bayer 04 Leverkusen)
- IHF-Pokalsieger 1990 (ASK Vorwärts Frankfurt)
- EHF-Pokalsieger 2000 (El Ferrobus Mislata)
- Weltmeister 1993
- Vizeeuropameister 1994
- Bundesligaaufstieg

- 2002 mit dem Frankfurter HC
- 2005 mit dem Thüringer HC

## Ehrungen
- 1994: Sportlerin des Jahres von Brandenburg[7]